# Sub Pop
Sub Pop é uma gravadora independente de Seattle, Washington, famosa por ser o primeira a contratar Nirvana, Soundgarden, e várias bandas que formariam o histórico movimento grunge, uma vertente do rock que marcou a década de 90 e ainda produz reminiscências. O selo já lançou álbuns de diversas bandas de forte expressão no cenário rock, como The Jesus and Mary Chain, L7, Nirvana, Soundgarden, Mudhoney, Sunny Day Real Estate e da banda paulistana CSS, entre muitas outras.

## A pré-história
Sub Pop foi fundada em 1979 em Olympia, Washington por Bruce Pavitt como Subterranean Pop, um fanzine local especializado em rock alternativo. Já na segunda edição, a revista passou a se chamar Sub Pop.
Sub Pop alternou edicições de sua revista com fitas K-7 que continham compilações de bandas diversas da cena independente local. Foram publicadas nove edições ao todo: seis revistas e três fitas. Após isto a revista parou de ser publicada, e a empresa se concentrou na distribuição das fitas mas não houve retorno financeiro e a publicação da Sub Pop passou a se resumir a uma coluna no The Rocket, revista de Seattle. Em 1986, Pavitt se mudou para a capital Seattle, do estado de Washington, e lançou o EP de estréia da Sub Pop, a compilação Sub Pop 100 (onde há uma faixa do Sonic Youth). Em 1987 gravam o primeiro trabalho com uma banda exclusiva: o EP Dry as a Bone, do Green River. Também em 87, Kim Thayil do Soundgarden apresentou Pavitt a Jonathan Poneman, os dois criariam o selo Sub Pop Records.

## Nasce a Sub Pop Records
Bruce Pavitt e Jonathan Poneman decidem fundar a Sub Pop Records e em outubro de 1987 lançam o primeiro EP do Soundgarden, Screaming Life. Foi criado o Sub Pop Singles Club, um serviço de assinatura mensal de "mala direta" pela qual os fãs da cena alternativa local recebiam um single de bandas ligadas ao selo. O primeiro destes singles foi "Love Buzz/Big Cheese", do Nirvana, banda que se tornaria a principal marca da Sub Pop. 
Em 1988, dois álbuns fundamentais foram lançados: Bleach do Nirvana e Superfuzz Bigmuff do Mudhoney. O movimento grunge de Seattle estava preparado para correr o mundo. Como de corriqueiro, Pavitt e Poneman foram acusados de se venderem ao mercado e de aderirem ao rock "comercial". Bleach foi bem recebido e se tornou sucesso nas rádios universitárias, vendeu 6.000 copias naquela época, um número não tão alto, mas bom para uma banda alternativa em seu primeiro álbum.
Tão logo cresciam em popularidade as bandas lançadas pelo selo migravam para gravadoras maiores. O Nirvana assinou com a DGC Records por 287,000 dólares. O contrato previa que a 75,000 dólares iriam para os cofres da Sub Pop, bem como 2% da verba adquirida com as vendas. 
Em 1996, Bruce Pavitt, fundador original de Sub Pop, deixou a gravadora na qual trabalhou por duas décadas 20, a alegação foi de queria desfrutar do tempo com a família.